# Mistrovství světa v cyklokrosu 2024
Mistrovství světa v cyklokrosu 2024 bylo 75. cyklokrosovým šampionátem v pořadí. Konalo se od 2. do 4. února 2024 v Táboře. Pro pořadatelské město to byl již čtvrtý uskutečněný šampionát po letech 2001, 2010 a 2015. Přihlášeno bylo 312 závodníků z 26 zemí včetně rekordních 31 reprezentantů z České republiky.

## Program
Pátek, 2. února
- 12:30 Týmová štafeta

Sobota, 3. února
- 11:00 Juniorky
- 12:30 Muži U23
- 14:30 Ženy Elite

Neděle, 4. února
- 11:00 Junioři
- 12:30 Ženy U23
- 14:30 Muži Elite

## Přehled medailistů
| Muži      | |         | |        | |        |
| Kategorie | Zlato                                                                                                 | Čas     | Stříbro                                                                                             | Čas    | Bronz | Čas    |
| Elite     | Mathieu van der Poel (NED)                                                                            | 58:14   | Joris Niewenhius (NED)                                                                              | +0:37  | Michael Vanthorenhout (BEL)                                                                                  | +1:06  |
| Do 23 let | Tibor del Grosso (NED)                                                                                | 52:02   | Emiel Verstrynge (BEL)                                                                              | +00:27 | Jente Michels (BEL)                                                                                          | +00:27 |
| Junioři   | Stefano Viezzi (ITA)                                                                                  | 42:01   | Keije Solen (NED)                                                                                   | +00:09 | Kryštof Bažant (CZE)                                                                                         | +00:31 |
| Ženy      | |         | |        | |        |
| Kategorie | Zlato                                                                                                 | Čas     | Stříbro                                                                                             | Čas    | Bronz | Čas    |
| Elite     | Fem van Empel (NED)                                                                                   | 46:19   | Lucinda Brand (NED)                                                                                 | +1:20  | Puck Pieterse (NED)                                                                                          | +1:54  |
| Do 23 let | Zoe Bäckstedt (GBR)                                                                                   | 48:24   | Kristýna Zemanová (CZE)                                                                             | +00:41 | Leonie Bentveld (NED)                                                                                        | +00:55 |
| Juniorky  | Célia Gery (FRA)                                                                                      | 37:01   | Cat Ferguson (GBR)                                                                                  | +0:05  | Viktória Chladoňová (SVK)                                                                                    | +0:14  |
| Štafety   | |         | |        | |        |
|           | Zlato                                                                                                 | Čas     | Stříbro                                                                                             | Čas    | Bronz | Čas    |
|           | Francie Rémi Lelandais Martin Groslambert Célia Gery Lauriane Duraffourg Hélène Clauzel Aubin Sparfel | 1:01:23 | Velká Británie Zoe Bäckstedt Corran Carrick-Anderson Cat Ferguson Oscar Amey Anna Kay Cameron Mason | +0:00  | Belgie Arthur Van den Boer Ward Huybs Shanyl De Schoesitter Julie Brouwers Sanne Cant Michael Vanthourenhout | +0:32  |